# Miu
miu（ミウ）は、ダイドードリンコより発売されている海洋深層水を使用した清涼飲料水である。
元々はスポーツドリンクから始まったブランドだが、後にミネラルウォーターのみの販売となり、スポーツドリンクは別ブランド（「スポルタセブン」「スピードアスリート」）として展開されていた。しかし、2014年からはスポーツドリンクも含めた形での販売となり、2015年からは炭酸水もラインナップされるようになった。

## 概要
商品名は、海洋深層水から海（うみ）を連想しており、深層から「表層の反対側をイメージして」海を逆さ読みにした“みう”と名付けられた。キャッチフレーズは、2014年から『おいしさ、ミネラル、いいとこどり!』としている。なお、2012年までは『地球が冷やしたおいしい軟水』だった。
海洋深層水の採水地は、高知県室戸沖水深374mの海洋深層水を使用しており、2014年からは高知県が制定した「室戸海洋深層水」マークをラベルに付与している（高知県表示許諾番号14高海深第164号）。

## ラインナップ
2019年9月時点では、以下の5種類を販売している。
- 水・スポーツドリンク類
  - miu（550mlペットボトル） - 2015年3月のリニューアル時に500mlから550mlに増量、2017年3月リニューアル
  - miu レモン&オレンジ（550mlペットボトル） - 2015年3月発売、2018年3月リニューアル
  - miu スポーツアップ（500mlペットボトル） - 2022年3月発売[5]
- 炭酸飲料
  - miu スパークリング（500mlペットボトル） - 2020年3月発売[6]
  - miu スパークリングレモン（500mlペットボトル） - 2021年3月発売[7]
  - ELLE×miu スパークリング（500mlペットボトル） - 2021年5月発売[8]

### 過去
- Miu ピュアウォーター
- Miu ピュアウォーターレモン
- Miu スポーツウォーター
- Miu スポーツウォーターゼロカロリー
- miu アクティブチャージ（550mlペットボトル）
- WATER MIU
- WATER MIU LEMON
- D SPORTS MIU
- MIU スポルト
- miu（2L／480mlペットボトル） - モンドセレクション2009年[9]、2010年　金賞受賞
- miu レモン（480mlペットボトル） - モンドセレクション2009年[9]、2010年　金賞受賞
- miu クリアピーチ（500mlペットボトル）
- miu ピーチ&マスカット（500mlペットボトル）
- miu レモン&グレープフルーツスパークリング（500mlペットボトル）
- miu 赤りんご&青りんご（280mlペットボトル）
- miu ビタミン（550mlペットボトル） - 地域限定製品
- miu パイン&シークヮーサー（550mlペットボトル、沖縄県内の自動販売機及び一部エリアの量販店限定） - 本品の売上の一部は沖電開発を通じて沖縄のサンゴ植付活動へ寄付される[10]。
- miu ピーチ&ヨーグルト味（550mlペットボトル） - 本品には乳清発酵液を含むため、ラベルに「この製品には乳成分を含みます」の表示がされていた。
- miu 大人のカシス&オレンジ（280mlペットボトル）
- miu 季節のフルーツティー（280mlペットボトル）
- miu プラス スポーツ（500mlペットボトル）
- miu マスカット&ヨーグルト味（550mlペットボトル）
- miu 炭酸水プラス【機能性表示食品】（500mlペットボトル）
- miu プラス スポーツ ブルーオアシス（500mlペットボトル）

## イメージキャラクター
- 釈由美子[11]（2002年）
- 香椎由宇（2007年）
- 小芝風花（2014年 - 2015年）
- 松井愛莉（2016年[12] - 2017年）
- 清野菜名（2019年[13] - ）

## レース活動
全日本ロードレース選手権に「DyDo miuレーシングチーム」として参戦していた。

### 歴代MIUガール
- 小口亜紀（2001年）
- markie（2002年）
- 沖野真弓、田中麻世、菅野真理子（2003年）
- 大山ルミ、祖父江唯（2004年〜2006年）
- 石原朋香、岡田ひとみ（2007年〜2008年）
- 杉澤友香（2009年）